# جذور عنقودية

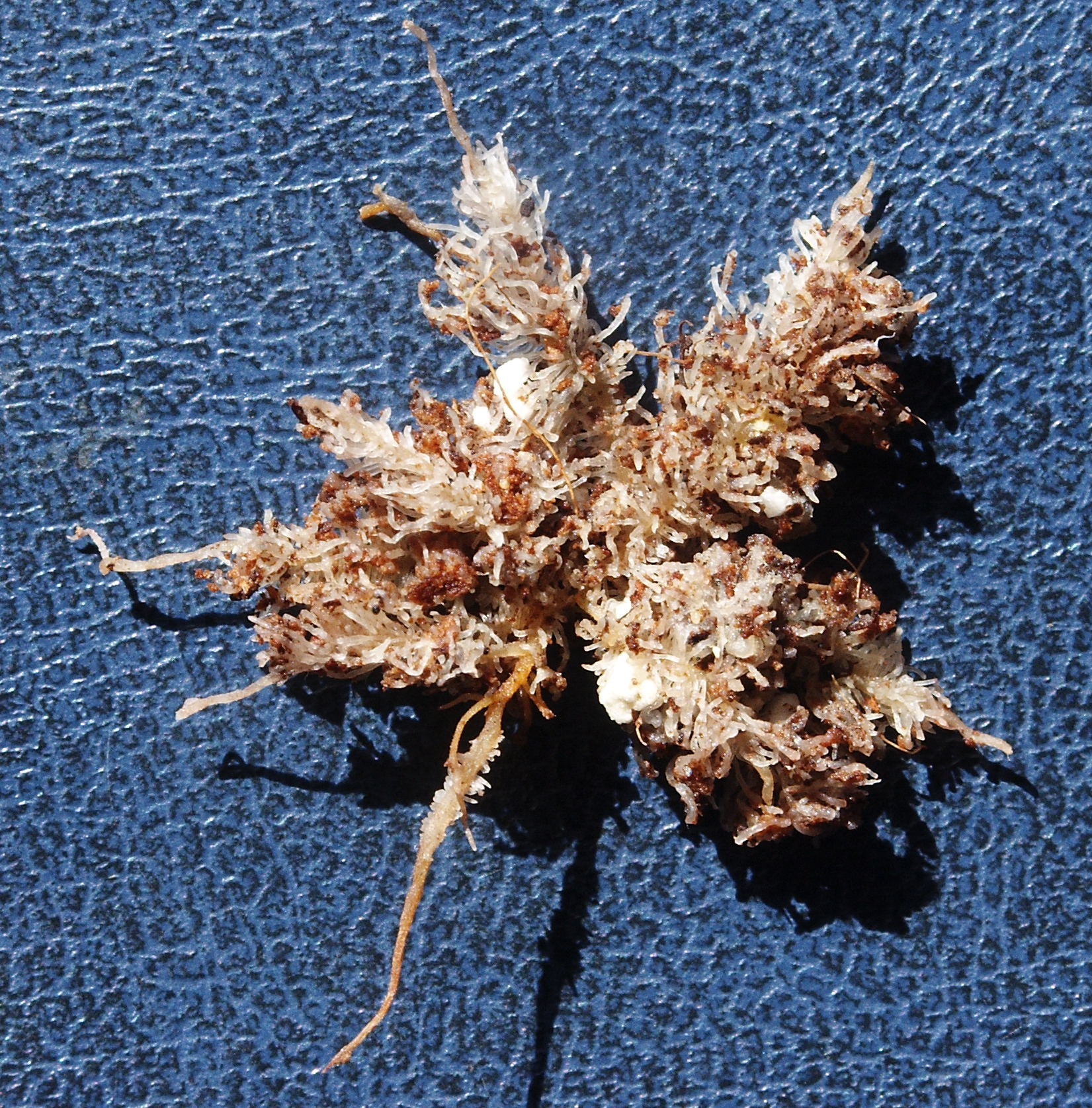
جذور بروتويد من ليوكوسيوم كورديفوليوم

الجذور العنقودية، المعروفة أيضا باسم جذور البروتويد، هي جذور نباتية تشكل مجموعات من الجذور العنقودية القصيرة متباعدة بشكل وثيق. قد تشكل حصيرة سمكها سنتيمترين إلى خمسة سنتيمترات أسفل القمامة الورقية. وهي تعزز امتصاص المغذيات، ربما عن طريق تعديل بيئة التربة كيميائياً لتحسين ذوبان المغذيات. ونتيجة لذلك، يمكن أن تنمو النباتات ذات الجذور البروتويدية في التربة التي هي منخفضة جدا في المواد الغذائية، مثل التربة الأصلية التي تعاني من نقص الفوسفور في أستراليا.
```
وقد وصفت لأول مرة من قبل أدولف انجلر في عام 1894، بعد أن اكشف لهم على نمو النباتات من عائلة البروتياسي المتزايد في الحدائق النباتية في لايبزغ. في عام 1960، فحصت هيلين بورنل 44 نوعًا من عشرة أنواع بروتياسي، ووجدت جذورًا بروتيدية في كل جنس باستثناء بيرسونيا.
[
2
]
 ثم صاغت اسم «جذور بروتويد» في إشارة إلى عائلة النبات التي كان من المفروض أن تحدث. ومن المعروف الآن جذور بروتيويد تحدث في 27 جنس بروتياسي مختلفة، بالإضافة إلى حوالي 30 نوعا من الفصائل الأخرى، بما في ذلك البتوليات، كزوارينيات، إلياغينات، بقوليات، توتيات 
والشمعيات
. كما تحدث هياكل مماثلة في أنواع السيبيراسي وريستيوناسي، ولكن خصائصها  الفسيولوجية لم تدرس بعد. 
```

يتم التعرف على شكلين: جذور عنقودية بسيطة تشكل الجذور فقط على طول الجذر; تشكل الجذور العنقودية المركبة الجذور الاساسية وتشكل أيضا الجذور الثانوية على الجذور الاساسية.
بعض البروتياسي، مثل بانكسيا وغريفيلا، وتقدر من قبل صناعات البستنة وزراعة الزهور. وفي الزراعة، لا ينبغي استخدام سوى الأسمدة قليلة الفوسفور بطيئة الاخراج، لأن المستويات الأعلى تسبب سمية الفوسفور وأحيانا ً نقص الحديد، مما يؤدي إلى موت النبات. وينبغي أن تقلل إدارة المحاصيل من اضطراب الجذور، وينبغي أن تكون مكافحة الأعشاب عن طريق خفض مبيدات الأعشاب أو الاتصال بها. العديد من النباتات ذات الجذور البروتويد لها قيمة اقتصادية. المحاصيل المزروعة مع جذور بروتويد تشمل الذئبة والمكاديما.